# Het heksenbrouwsel
Het heksenbrouwsel is een hoorspel naar het blijspel La mandragola (ca. 1513) van Niccolò Machiavelli. Het werd bewerkt door Theun de Vries en de VARA zond het uit op zaterdag 31 januari 1970, met muziek van: Paul van Veelen. Cornelis Kalkman zong, Annemarie Tiel bespeelde de cornetto en Hans Verzeyl de luit. De regisseur was Ad Löbler. Het hoorspel duurde 83 minuten.

## Rolbezetting
- Paul van der Lek (Callimaco Guadagni)
- Jan Borkus (Ligurio)
- Huib Orizand (Messer Nicia Calfucci)
- Joke Hagelen (Donna Lucretia, zijn vrouw)
- Tine Medema (Donna Sostrata, zijn schoonmoeder)
- Willy Ruys (Don Camillo, zijn neef)
- Piet Ekel (Fra Timoteo)
- Hans Veerman (Siro)

## Inhoud
Het drinken van aluinkruid moet de kinderloze Lucretia vruchtbaar maken. Van dit fabeltje maakt Lucretia’s vroegere minnaar Callimaco, geholpen door haar biechtvader Fra Timoteo, handig gebruik om haar toch tot de zijne te maken…